# Bambustæppet
Bambustæppet er en betegnelse, der var mest udbredt i 1950'erne og 1960'erne som en parallel til jerntæppet i Europa. Betegnelsen dækkede grænsen mellem Kina og dets allierede på den ene side og de ikke-kommunistiske lande på den anden side. Betegnelsen er ofte blevet anvendt om grænsen mellem Nord- og Sydkorea samt om grænsen mellem de kommunistiske og de vestligt orienterede lande i Sydøst-Asien.
Betegnelsen bambustæppet blev imidlertid mindre anvendt end den tilsvarende europæiske betegnelse jerntæppet, hvilket har en nøje sammenhæng med, at mens den europæiske situation var opretholdt nærmest statisk gennem omkring 40 år, så skiftede bambustæppets grænse jævnligt i takt med allianceforskydninger og på grund af splittelsen inden for den russisk-kinesiske alliance.
De forbedrede relationer mellem specielt Kina og den vestlige verden – ikke mindst forholdet til USA – resulterede i, at betegnelsen ikke længere er så relevant som tidligere, med undtagelse af grænsen mellem Nord- og Sydkorea samt enkelte andre undtagelser i Sydøst-Asien.